# Encephalartos turneri
Encephalartos turneri  (лат.) — вечнозелёное древовидное растение рода Энцефаляртос (Encephalartos). Видовое латинское название дано в честь Яна С. Тёрнера (Ian S. Turner), хорошо известного исследователя и коллекционера саговниковых и собирателя типового образца в Зимбабве.

## Описание
Ствол 3 м высотой, 80 см диаметром. Листья длиной 100-150 см, тёмно-зелёные, сильно блестящие; хребет зелёный, прямой, жёсткий; черенок прямой, с 6-12 колючками. Листовые фрагменты ланцетные; средние - 15-20 см длиной, 20-30 мм в ширину. Пыльцевые шишки 1-3, узкояйцевидные, жёлтые, длиной 25-30 см, 6-8 см диаметром. Семенные шишки 1-3, яйцевидные, жёлтые, длиной 26-30 см, 14-16 см диаметром. Семена продолговатые, длиной 40-60 мм, шириной 20-25 мм, саркотеста красная или жёлтая.

## Распространение
Этот вид встречается в основном в провинции Нампула, а также в провинции Ньяса Мозамбика. Вид наблюдается на высоте от 600 до 1200 м над уровнем моря. Растёт на низких холмах гранита на открытом солнце или в полутени, как правило, среди валунов.

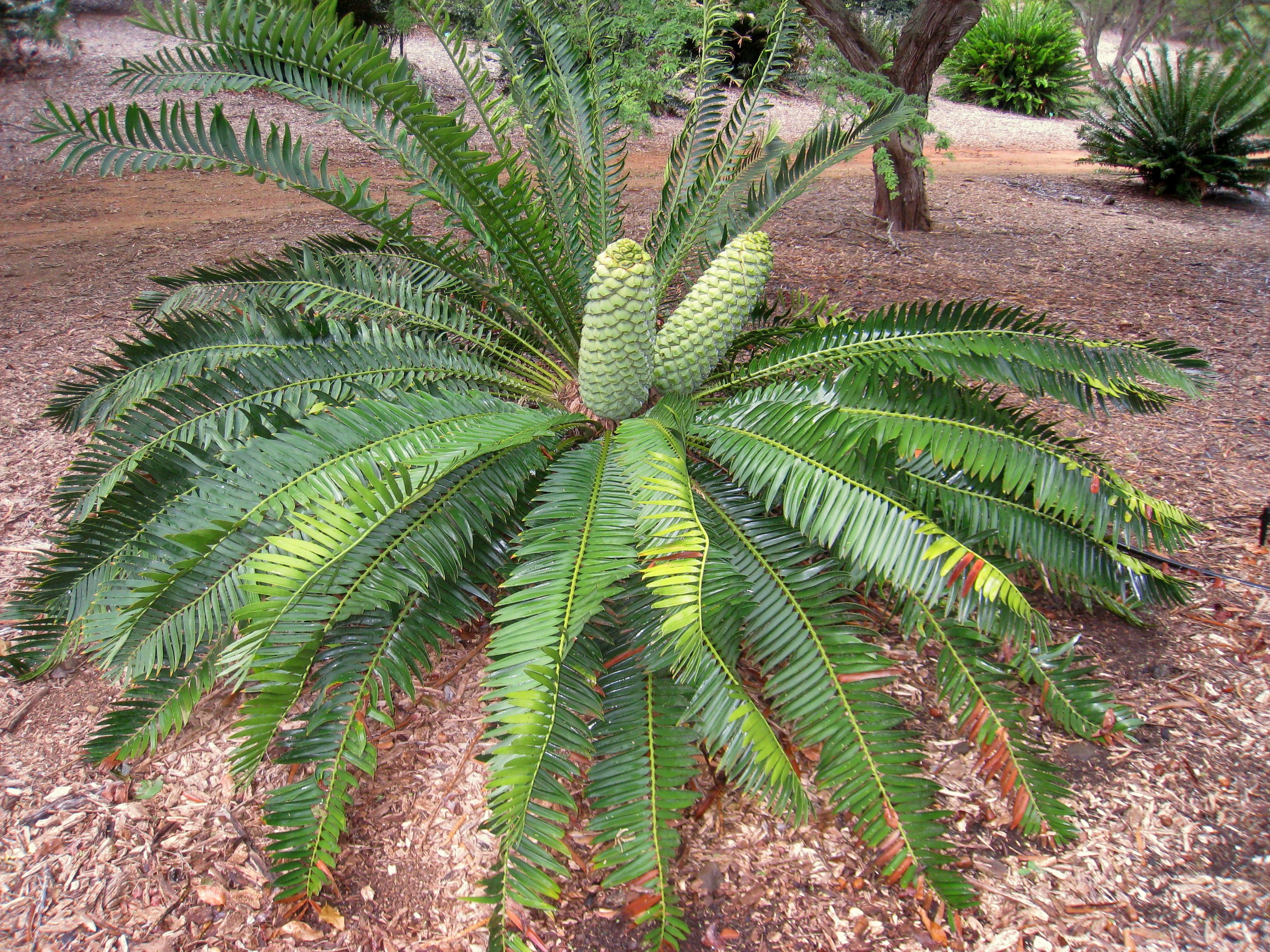
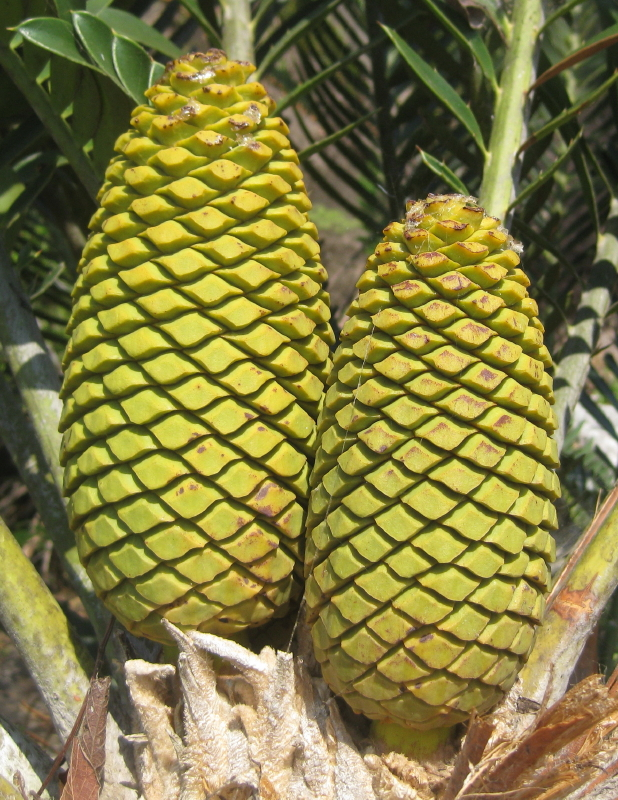